# Doris Bačić
Doris Bačić, née le 23 février 1995 à Neum en Bosnie-Herzégovine, est une footballeuse internationale croate qui joue au poste de gardienne de but à Levante Las Planas.

## Biographie
Doris Bačić commence à pratiquer le judo à l'âge de huit ans, sport qu'elle abandonne pour des raisons de problème de dos. Elle débute le football au sein du Neretvanac de Neum en tant qu'attaquante, avant de devenir gardienne de but. Puis elle rejoint le Nogometna Akademija Libertas Dubrovnik puis passe au ŽNK Ombla Dubrovnik. À l'âge de 14 ans, elle participe à une séance de détection organisée par le Bayern Munich. Détection qu'elle réussit, mais ses parents ne la laisse pas rester en Allemagne, car ils pensent qu'elle est trop jeune pour qu'elle parte seule à l'étranger. À l'été 2011, elle quitte Dubrovnik et part au club bosniaque du ŽNK SFK 2000 Sarajevo, avec qui elle remporte le championnat et la coupe de Bosnie-Herzégovine.
À l'été 2012, elle retourne en Croatie afin de jouer avec le ŽNK Osijek, avec qui elle joue en Ligue des champions et réalise à nouveau le doublé championnat-coupe. 
Elle signe le 21 juillet 2013 avec le club anglais d'Arsenal. Malheureusement elle ne dispute aucune rencontre, le club anglais ayant 5 gardiennes sous contrat. Elle se limite aux entraînements et à quelques participations à des matchs amicaux parce qu'elle n'a pas obtenu de permis de travail. Elle quitte donc Londres.
Puis c'est les championnes suédoises du FC Rosengård qui l'intègre à leur effectif. 
À l'été 2015, elle est retourne en Bosnie-Herzégovine pour rejoindre à nouveau le ŽNK SFK 2000 Sarajevo. Avec qui elle dispute la Ligue des championnes et remporte un nouveau championnat et une nouvelle coupe de Bosnie-Herzégovine
Le 20 juillet 2016, c'est l'Allemagne qui l'accueille et plus particulièrement le SC Sand. Après seulement un mois, elle met fin à son contrat avec et retourne au ŽNK SFK 2000 Sarajevo en août 2016. En Bosnie, elle y joue jusqu'en janvier 2017 et quitte le club pour s'envoler vers l'Islande.
Avec l'Einherji, elle participe à la 2. deild kvenna, avec qui elle dispute 16 matches, ne glanant aucun titre.
Le 1er septembre de la même année, elle rejoint le championnat de Belgique en signant au RSC Anderlecht. 
Avec le titre de championne de Belgique elle rejoint le 1er août 2018, pour une saison la Juventus, afin de suppléer la gardienne titulaire, Laura Giuliani. En mai 2019, elle prolonge pour deux saisons son partenariat avec la La Vecchia Signora, au terme de son contrat, elle remporte 3 titres de championne d'Italie, gagne une coupe et deux supercoupes. Elle quitte les Bianconeras en mai 2021.
Fidèle à son esprit de voyageuse elle part pour le Portugal, afin de rejoindre le Sporting CP, avec qui elle remporte quelques jours après son arrivée, la supercoupe du Portugal 2021.

## Statistiques

### En club
| Saison                | Club                  | Championnat             | Championnat | Championnat | Coupe(s) nationale(s) | Coupe(s) nationale(s) | Compétition(s) continentale(s) | Compétition(s) continentale(s) | Compétition(s) continentale(s) | Sélection       | Sélection | Sélection | Total | Total |
| Saison                | Club                  | Division                | M.          | B.          | M.                    | B.                    | Comp.                          | M.                             | B.                             | Équipe          | M.        | B.        | M.    | B.    |
| 2011-2012             | ŽNK SFK 2000 Sarajevo | Ženska nogometna liga   | 12          | 0           | -                     | -                     | -                              | -                              | -                              | Croatie A & U17 | 4         | 0         | 16    | 0     |
| Sous-total            | Sous-total            | Sous-total              | 12          | 0           | -                     | -                     | -                              | -                              | -                              | -               | 4         | 0         | 16    | 0     |
| 2012-2013             | ŽNK Osijek            | 1. HNLŽ                 | 5           | 0           | -                     | -                     | LDC                            | 3                              | 0                              | Croatie         | 1         | 0         | 9     | 0     |
| Sous-total            | Sous-total            | Sous-total              | 5           | 0           | -                     | -                     | -                              | 3                              | 0                              | -               | 1         | 0         | 9     | 0     |
| 2013-2014             | Arsenal WFC           | FA Women's Super League | 0           | 0           | -                     | -                     | -                              | -                              | -                              | Croatie A & U19 | 7         | 0         | 7     | 0     |
| Sous-total            | Sous-total            | Sous-total              | 0           | 0           | -                     | -                     | -                              | -                              | -                              | -               | 7         | 0         | 7     | 0     |
| 2015                  | FC Rosengård          | Damallsvenskan          | -           | -           | -                     | -                     | -                              | -                              | -                              | Croatie         | 5         | 0         | 5     | 0     |
| Sous-total            | Sous-total            | Sous-total              | -           | -           | -                     | -                     | -                              | -                              | -                              | -               | 5         | 0         | 5     | 0     |
| 2015-2016             | ŽNK SFK 2000 Sarajevo | Ženska nogometna liga   | -           | -           | -                     | -                     | LDC                            | 2                              | 0                              | Croatie         | 10        | 0         | 12    | 0     |
| Sous-total            | Sous-total            | Sous-total              | -           | -           | -                     | -                     | -                              | 2                              | 0                              | -               | 10        | 0         | 12    | 0     |
| 2016-2017             | SC Sand               | Frauen-Bundesliga       | -           | -           | -                     | -                     | -                              | -                              | -                              | -               | -         | -         | 0     | 0     |
| Sous-total            | Sous-total            | Sous-total              | -           | -           | -                     | -                     | -                              | -                              | -                              | -               | -         | -         | 0     | 0     |
| 2016-2017             | ŽNK SFK 2000 Sarajevo | Ženska nogometna liga   | -           | -           | -                     | -                     | LDC                            | 1                              | 0                              | Croatie         | 2         | 0         | 3     | 0     |
| Sous-total            | Sous-total            | Sous-total              | -           | -           | -                     | -                     | -                              | 1                              | 0                              | -               | 2         | 0         | 3     | 0     |
| 2017                  | Einherji              | 2. deild kvenna         | 14          | 0           | 2                     | 0                     | -                              | -                              | -                              | Croatie         | 3         | 0         | 19    | 0     |
| Sous-total            | Sous-total            | Sous-total              | 14          | 0           | 2                     | 0                     | -                              | -                              | -                              | -               | 3         | 0         | 19    | 0     |
| 2017-2018             | RSC Anderlecht        | Super League            | 6           | 0           | -                     | -                     | -                              | -                              | -                              | Croatie         | 6         | 0         | 12    | 0     |
| Sous-total            | Sous-total            | Sous-total              | 6           | 0           | -                     | -                     | -                              | -                              | -                              | -               | 6         | 0         | 12    | 0     |
| 2018-2019             | Juventus FC           | Serie A                 | 10          | 0           | 0                     | 0                     | -                              | -                              | -                              | Croatie         | 8         | 0         | 18    | 0     |
| 2019-2020             | Juventus FC           | Serie A                 | 3           | 0           | 1                     | 0                     | -                              | -                              | -                              | Croatie         | 4         | 0         | 8     | 0     |
| 2020-2021             | Juventus FC           | Serie A                 | 5           | 0           | 3                     | 0                     | LDC                            | 1                              | 0                              | Croatie         | 5         | 0         | 14    | 0     |
| Sous-total            | Sous-total            | Sous-total              | 18          | 0           | 4                     | 0                     | -                              | 1                              | 0                              | -               | 17        | 0         | 40    | 0     |
| 2021-2022             | Sporting CP           | Liga BPI                | -           | -           | 1                     | 0                     | -                              | 0                              | 0                              | -               | 0         | 0         | 1     | 0     |
| Sous-total            | Sous-total            | Sous-total              | 0           | 0           | 1                     | 0                     | -                              | 0                              | 0                              | -               | 0         | 0         | 1     | 0     |
| Total sur la carrière | Total sur la carrière | Total sur la carrière   | 55          | 0           | 7                     | 0                     | -                              | 7                              | 0                              |                 | 55        | 0         | 124   | 0     |

Statistiques actualisées le 4 septembre 2021

#### Matchs disputés en coupes continentales[11]
- 2012-2013 : 3 matchs avec le ŽNK Osijek
- 2015-2016 : 2 matchs avec le ŽNK SFK 2000 Sarajevo
- 2016-2017 : 1 match avec le ŽNK SFK 2000 Sarajevo
- 2020-2021 : 1 match avec la Juventus FC

| Matchs | Date             | Stade                                         | Adversaire          | Résultat | Minutes | Compétition         | Buts | Tour                   | Club                  |
| ------ | ---------------- | --------------------------------------------- | ------------------- | -------- | ------- | ------------------- | ---- | ---------------------- | --------------------- |
| 1      | 11 août 2012     | Myyrmäen jalkapallostadion, Vantaa            | Glasgow City LFC    | 3 – 2    | 90 min  | Ligue des champions | 0    | Phase de qualification | ŽNK Osijek            |
| 2      | 13 août 2012     | Myyrmäen jalkapallostadion, Vantaa            | PK-35               | 1 – 3    | 90 min  | Ligue des champions | 0    | Phase de qualification | ŽNK Osijek            |
| 3      | 16 août 2012     | Hakunilan Urheilupuisto, Vantaa               | FC Noroc Nimoreni   | 1 – 11   | 90 min  | Ligue des champions | 0    | Phase de qualification | ŽNK Osijek            |
| 4      | 11 août 2015     | Stadion Otoka (en), Sarajevo                  | KF Vllaznia Shkodër | 5 – 0    | 90 min  | Ligue des champions | 0    | Phase de qualification | ŽNK SFK 2000 Sarajevo |
| 5      | 13 août 2015     | Stadion Otoka (en), Sarajevo                  | FK Minsk            | 3 – 0    | 90 min  | Ligue des champions | 0    | Phase de qualification | ŽNK SFK 2000 Sarajevo |
| 6      | 13 octobre 2016  | Rodina Stadium, Khimki                        | WFC Rossiyanka      | 2 – 1    | 90 min  | Ligue des champions | 0    | Seizièmes de finale    | ŽNK SFK 2000 Sarajevo |
| 7      | 15 décembre 2020 | Groupama OL Training Center, Décines-Charpieu | Olympique lyonnais  | 3 – 0    | 90 min  | Ligue des champions | 0    | Seizièmes de finale    | Juventus FC           |

### En sélection nationale
Elle joue six matches internationaux pour les U17 entre octobre 2010 et octobre 2011.
En 2014 elle dispute 3 matches avec la sélection des U19.
Elle fait ses débuts internationaux A le 24 novembre 2011 à La Haye lors d'une rencontre comptant pour les éliminatoires du Championnat d'Europe féminin de football 2013. Match opposant les croates aux hollandaises, défaites 2 à 0, elle rentre à la 90e+6 en remplacement de Nicole Vuk, elle n'a alors que 16 ans et 9 mois.
.
| Matches officiels de Doris Bačić en sélections croates au 3 septembre 2021 | Matches officiels de Doris Bačić en sélections croates au 3 septembre 2021 | Matches officiels de Doris Bačić en sélections croates au 3 septembre 2021 | Matches officiels de Doris Bačić en sélections croates au 3 septembre 2021 | Matches officiels de Doris Bačić en sélections croates au 3 septembre 2021 |
| Club                                                                       | V.                                                                         | N.                                                                         | D.                                                                         | Buts                                                                       |
| -------------------------------------------------------------------------- | -------------------------------------------------------------------------- | -------------------------------------------------------------------------- | -------------------------------------------------------------------------- | -------------------------------------------------------------------------- |
| Croatie U17 (6 matchs:10.17 %)                                             | 0 (00.00 %)                                                                | 2 (33.33 %)                                                                | 4 (66.67 %)                                                                | 0                                                                          |
| Croatie U19 (3 matchs:5.08 %)                                              | 0 (00.00 %)                                                                | 2 (66.67 %)                                                                | 1 (33.33 %)                                                                | 0                                                                          |
| Croatie A (50 matchs:84.75 %)                                              | 13 (26.00 %)                                                               | 13 (26.00 %)                                                               | 24 (48.00 %)                                                               | 0                                                                          |
| Total                                                                      | 13 (22.03 %)                                                               | 17 (28.81 %)                                                               | 29 (49.16 %)                                                               | 0                                                                          |

## Palmarès

### Avec leŽNK SFK 2000 Sarajevo
- Championne de Bosnie-Herzégovine 2 fois, en 2012 et 2016.
- Vainqueur de la Coupe de Bosnie-Herzégovine 2 fois, en 2012 et 2016.

### Avec leŽNK Osijek
- Championne de Croatie 1 fois, en 2013.
- Vainqueur de la Coupe de Croatie 1 fois, en 2013.

### Avec leFC Rosengård
- Championne de Suède 1 fois, en 2014.

### Avec leRSC Anderlecht
- Championne de Belgique 1 fois, en 2018.

### Avec leJuventus
- Championne d'Italie 3 fois, en 2019, 2020, 2021.
- Vainqueur de la Coupe d'Italie : 1 fois, en 2019.
- Vainqueur de la Supercoupe d'Italie : 2 fois, en 2019 et 2020.

### Avec leSporting CP
- Vainqueur de la Supercoupe : 1 fois, en 2021.